# Gypsy (Uriah Heep)
Gypsy è il primo singolo del gruppo musicale britannico Uriah Heep, pubblicato nell'agosto del 1970 come estratto dal primo album in studio ...Very 'Eavy ...Very 'Umble.
È la traccia di apertura del loro primo album, ...Very 'Eavy ...Very 'Umble, pubblicato nel 1970, ed è stata scritta da Mick Box e David Byron. Il lato B della canzone nella maggior parte dei paesi era Bird of Prey, anche se in altre nazioni i lati B erano Wake Up, Come Away Melinda e Lady in Black. La versione dell'album di Gypsy dura più di sei minuti e mezzo, mentre la versione singola dura meno di tre minuti, ma la versione live in genere supera i sette minuti. La canzone è stata inclusa anche nella prima compilation della band, The Best of Uriah Heep, e in diversi album dal vivo, tra cui Uriah Heep Live del 1973 e il successivo Live in Armenia.

## Cover
La canzone è stata interpretata dalla band noise rock statunitense GodheadSilo nel 1996, apparendo nel loro album GodheadSilo 7.